# Discografia de Take That
A discografia de Take That, um grupo de música pop britânico, consiste de oito álbuns de estúdio, dois álbuns de compilação, mais de trinta singles, dois álbuns ao vivo, um extended play e catorze álbuns de vídeo.
Take That fez sua estreia no Reino Unido em 1991 com "Do What U Like", "Promises" e "Once You've Tasted Love", seguido em 1992. Eles eram apenas hits menores no Reino Unido. O primeiro sucesso da banda foi uma cover da banda dos anos 70 Tavares, "It Only Takes a Minute", que alcançou a posição número sete na UK Singles Chart. Este sucesso foi seguido pela faixa "I Found Heaven" e "A Million Love Songs", ambos top 15 e top 10 de singles, respectivamente. Sua cover do Barry Manilow, "Could It Be Magic", era um de seus maiores sucessos até o momento, atingindo um máximo de número três no Reino Unido. Seu primeiro álbum, Take That & Party, também foi lançado em 1992.
O ano seguinte viu o lançamento do segundo álbum Everything Changes. Isso gerou quatro singles número um no Reino Unido; "Pray", "Relight My Fire", "Babe" e a faixa título "Everything Changes". O quinto single "Love Ain't Here Anymore" alcançou o número três. Everything Changes também viu a banda ganhar o sucesso internacional. Em 1995 veio seu terceiro álbum, Nobody Else, contendo mais 3 números um do Reino Unido. Após o primeiro single, "Sure" foi lançado, o segundo single do álbum, "Back for Good" se tornou seu maior hit número um a chegar em 31 países ao redor do mundo. No verão de 1995, o membro da banda Robbie Williams deixou a banda. Sem temer a perda, o Take That continuou a promover Nobody Else como um quarteto, marcando um outro single número um no Reino Unido com "Never Forget". Em Fevereiro de 1996, Take That anunciou formalmente que eles estavam terminando. Isto foi seguido pela compilação Greatest Hits, que continha uma nova gravação, uma cover de Bee Gees "How Deep Is Your Love", single número um final da banda.
Em novembro de 2005 a banda voltou ao topo das paradas britânicas com Never Forget - The Ultimate Collection, uma nova compilação de seus singles de sucesso e depois em Maio de 2006 a banda anunciou que iria reformar depois de dez anos. O álbum de retorno, Beautiful World, entrou na parada de álbuns do Reino Unido no número um e é atualmente o álbum mais vendido 35 no Reino Unido a história da música.  O primeiro single do álbum, "Patience" foi lançado em Novembro de 2006 e alcançou o número um em sua segunda semana permanecendo lá por quatro semanas. Isto foi seguido por "Shine", outro single número um. Outros singles foram lançados "I'd Wait For Life" e "Rule the World", um número dois no Reino Unido durante o período de Natal de 2007.
O primeiro single "Greatest Day" de seu próximo álbum, The Circus, estreou no número um no Reino Unido em novembro de 2008. O álbum seguiu a uma semana mais tarde e também estreou no número um. O segundo single "Up All Night", chegou ao número 14 no Reino Unido que foi seguido por "Said It All" atingindo um máximo de número nove. Em novembro de 2009, o Take That lançou seu primeiro álbum ao vivo, The Greatest Day - Take That Present: The Live Circus que alcançou o número 3 no Reino Unido e disco de platina.
No ano seguinte, os Take That anunciaram que estavam se juntar como um quinteto e lançar um álbum. Este álbum foi intitulado Progress e foi lançado em 15 de novembro. Ele se tornou o álbum mais rapidamente vendido do século em seu primeiro dia de lançamento, vendendo 235.000 cópias. Ele estreou no número 1 no Reino Unido vendendo 520.000 cópias em sua primeira semana se tornando o álbum mais vendido segundo mais rápido de todos os tempos. Ela alcançou o sucesso em toda a Europa estreando em número um em sete países e top 10 em muitos outros.

## Albuns

### Álbuns de estúdio
| Título                                                     | Detalhes do álbum                                                                              | Posições mais altas nas paradas | Posições mais altas nas paradas | Posições mais altas nas paradas | Posições mais altas nas paradas | Posições mais altas nas paradas | Posições mais altas nas paradas | Posições mais altas nas paradas | Posições mais altas nas paradas | Posições mais altas nas paradas | Posições mais altas nas paradas | Vendas           | Certificações                                                                                   |
| Título                                                     | Detalhes do álbum                                                                              | GBR                             | AUS                             | AUT                             | DIN                             | ALE                             | IRL                             | ITA                             | HOL                             | SUÉ                             | SUÍ                             | Vendas           | Certificações                                                                                   |
| ---------------------------------------------------------- | ---------------------------------------------------------------------------------------------- | ------------------------------- | ------------------------------- | ------------------------------- | ------------------------------- | ------------------------------- | ------------------------------- | ------------------------------- | ------------------------------- | ------------------------------- | ------------------------------- | ---------------- | ----------------------------------------------------------------------------------------------- |
| Take That & Party                                          | - Lançado: 17 de agosto de 1992 - Selo: RCA (#74321109232) - Formatos: CD, cassette            | 2                               | —                               | —                               | —                               | 28                              | 27                              | —                               | 21                              | 38                              | —                               |                  | - GBR: 2× Platina                                                                               |
| Everything Changes                                         | - Lançado: 23 de outubro de 1993 - Selo: RCA (#74321169262) - Formatos: CD, cassette, vinil    | 1                               | 24                              | 7                               | 6                               | 4                               | 4                               | 13                              | 3                               | 27                              | 9                               |                  | - GBR: 4× Platina - AUT: Ouro - ALE: Platina - HOL: Ouro - SUÍ: Platina                         |
| Nobody Else                                                | - Lançado: 8 de maio de 1995 - Selo: RCA (#74321279092) - Formatos: CD, cassette               | 1                               | 2                               | 1                               | 3                               | 1                               | 1                               | 1                               | 1                               | 7                               | 1                               |                  | - GBR: 2× Platina - AUT: Ouro - ALE: Ouro - HOL: Ouro - SWI: Ouro                               |
| Beautiful World                                            | - Lançado: 27 de novembro de 2006 - Selo: Polydor (#1715551) - Formatos: CD, download digital  | 1                               | 32                              | 8                               | 2                               | 2                               | 1                               | 25                              | 33                              | 40                              | 6                               | - GBR: -         | - GBR: 9× Platina - DIN: Platina - ALE: Platina - IRL: 2× Platina - SUÍ: Ouro                   |
| The Circus                                                 | - Lançado: 1 de dezembro de 2008 - Selo: Polydor (#1787444) - Formatos: CD, download digital   | 1                               | —                               | 42                              | 13                              | 14                              | 1                               | 32                              | 68                              | 25                              | 22                              | - GBR: 2,200,000 | - GBR: 7× Platina - DIN: Ouro - IRL: 8× Platina                                                 |
| Progress                                                   | - Lançado: 15 de novembro de 2010 - Selo: Polydor (#275592-7) - Formatos: CD, download digital | 1                               | 65                              | 2                               | 1                               | 1                               | 1                               | 3                               | 4                               | 7                               | 2                               | - GBR: 2,800,000 | - GBR: 8× Platina - AUT: Platina - DIN: 2× Platina - ALE: Platina - IRE: 6× Platina - SUÉ: Ouro |
| III                                                        | - Lançado: 1 de dezembro de 2014 - Selo: Polydor (#4709218) - Formatos: CD, download digital   | 1                               | —                               | —                               | 23                              | 26                              | 6                               | 39                              | 64                              | —                               | 59                              |                  | - GRB: Platina                                                                                  |
| Wonderland                                                 | - Lançado: 24 de março de 2017 - Selo: Polydor (#4709218) - Formatos: CD, download digital, LP | 2                               | 28                              | 47                              | —                               | 19                              | 3                               | 36                              | 48                              | —                               | 28                              |                  | - GRB: Ouro                                                                                     |
| This Life                                                  | - Lançado: 24 de novembro de 2023 - Selo: EMI - Formatos: CD, download digital, LP             | -                               | -                               | -                               | —                               | -                               | -                               | -                               | -                               | —                               | -                               |                  | - GRB: Ouro                                                                                     |
| "—" denota álbum que não marcou posição ou não foi lançado |                                                                                                |                                 |                                 |                                 |                                 |                                 |                                 |                                 |                                 |                                 |                                 |                  |                                                                                                 |

### Álbuns ao vivo
| Título                                                | Detalhes do álbum                                                                  | Posições mais altas | Posições mais altas | Vendas         | Certificações   |
| Título                                                | Detalhes do álbum                                                                  | GBR                 | IRL                 | Vendas         | Certificações   |
| ----------------------------------------------------- | ---------------------------------------------------------------------------------- | ------------------- | ------------------- | -------------- | --------------- |
| The Greatest Day ‒ Take That Present: The Circus Live | - Lançado: 30 de novembro de 2009 - Selo: Polydor - Formatos: CD, digital download | 3                   | 16                  | - GBR: 514,403 | - IRL: Platinum |
| Progress Live                                         | - Lançado: 28 de novembro de 2011 - Selo: Polydor - Formatos: CD, digital download | 12                  | 24                  |                |                 |

### Compilações
| Título                                                     | Detalhes do álbum                                                                             | Posições mais altas | Posições mais altas | Posições mais altas | Posições mais altas | Posições mais altas | Posições mais altas | Posições mais altas | Posições mais altas | Posições mais altas | Posições mais altas | Vendas           | Certificações                                                                 |
| Título                                                     | Detalhes do álbum                                                                             | GBR                 | AUS                 | AUT                 | DIN                 | ALE                 | IRL                 | ITA                 | HOL                 | SUÉ                 | SUí                 | Vendas           | Certificações                                                                 |
| ---------------------------------------------------------- | --------------------------------------------------------------------------------------------- | ------------------- | ------------------- | ------------------- | ------------------- | ------------------- | ------------------- | ------------------- | ------------------- | ------------------- | ------------------- | ---------------- | ----------------------------------------------------------------------------- |
| Greatest Hits                                              | - Lançado: 1 de março de 1996 - Selo: RCA (#74321355582) - Formatos: CD, cassette             | 1                   | 10                  | 1                   | 1                   | 1                   | 1                   | 1                   | 1                   | 4                   | 2                   | - GBR: 1,060,376 | - GBR: 3× Platina - AUT: Platina - ALE: Platina - HOL: Platina - SUÍ: Platina |
| The Best of Take That                                      | - Lançado: 17 de outubro de 2001 - Selo: Calipso - Formatos: CD, cassette                     | —                   | —                   | —                   | —                   | —                   | —                   | —                   | —                   | —                   | —                   |                  |                                                                               |
| Forever... Greatest Hits                                   | - Lançado: 21 de março de 2002 - Selo: BMG - Formatos: CD, cassette                           | —                   | —                   | —                   | —                   | —                   | —                   | —                   | —                   | —                   | —                   |                  |                                                                               |
| Never Forget – The Ultimate Collection                     | - Lançado: 14 de novembro de 2005 - Selo: RCA (#82876748522) - Formatos: CD, digital download | 2                   | 72                  | —                   | —                   | 91                  | 12                  | —                   | —                   | —                   | 73                  | - 2,094,070      | - GBR: 3× Platina - IRL: 2× Platina                                           |
| Odyssey                                                    | - Lançado: 23 de novembro de 2018 - Selo: Polydor - Formatos: CD, digital download            | 1                   | 63                  | 55                  | —                   | 18                  | 3                   | 80                  | 85                  | —                   | 45                  |                  | - GBR: Ouro                                                                   |
| "—" denota álbum que não marcou posição ou não foi lançado |                                                                                               |                     |                     |                     |                     |                     |                     |                     |                     |                     |                     |                  |                                                                               |

### Extended plays
| Título     | Detalhes do álbum                                                               | Posições mais altas | Posições mais altas | Posições mais altas | Posições mais altas | Posições mais altas |
| Título     | Detalhes do álbum                                                               | GBR [A]             | DIN                 | IRL [A]             | ALE                 | HOL                 |
| ---------- | ------------------------------------------------------------------------------- | ------------------- | ------------------- | ------------------- | ------------------- | ------------------- |
| Progressed | - Lançado: 10 de junho de 2011 - Selo: Polydor - Formatos: CD, digital download | 1                   | 1                   | 2                   | 11                  | 21                  |

- A↑  Em certos territórios, Progressed marcou posição em junto com Progress sob o mesmo título.

### Box sets
| Título                  | Detalhes do álbum                                                                  | GBR |
| ----------------------- | ---------------------------------------------------------------------------------- | --- |
| The Platinum Collection | - Lançado: 27 de novembro de 2006 - Selo: RCA (#) - Formatos: CD, digital download | 127 |

## Singles
| 1991                                                                 | "Do What U Like"               | 82  | —  | —  | —  | —  | —  | —  | —  | —  | —  |                            | Take That & Party                                     |
| 1991                                                                 | "Promises"                     | 38  | —  | —  | —  | —  | —  | —  | —  | —  | —  |                            | Take That & Party                                     |
| 1992                                                                 | "Once You've Tasted Love"      | 47  | —  | —  | —  | —  | —  | —  | —  | —  | —  |                            | Take That & Party                                     |
| 1992                                                                 | "It Only Takes a Minute"       | 7   | —  | —  | —  | —  | 11 | —  | —  | —  | —  |                            | Take That & Party                                     |
| 1992                                                                 | "I Found Heaven"               | 15  | —  | —  | —  | 56 | —  | —  | —  | —  | —  |                            | Take That & Party                                     |
| 1992                                                                 | "A Million Love Songs"         | 7   | —  | —  | —  | —  | —  | —  | 50 | —  | —  |                            | Take That & Party                                     |
| 1992                                                                 | "Could Be Magic"               | 3   | 30 | —  | —  | 37 | 3  | —  | —  | 30 | —  | GBR: Prata                 | Take That & Party                                     |
| 1993                                                                 | "Why Can't I Wake Up with You" | 2   | —  | —  | —  | 68 | 7  | —  | —  | —  | —  | GBR: Prata                 | Everything Changes                                    |
| 1993                                                                 | "Pray"                         | 1   | 10 | 24 | —  | 21 | 2  | —  | 38 | 17 | 24 | GBR: Ouro                  | Everything Changes                                    |
| 1993                                                                 | "Relight My Fire" (com Lulu)   | 1   | 33 | 27 | —  | 18 | 2  | —  | 10 | 32 | 18 | GBR: Prata                 | Everything Changes                                    |
| 1993                                                                 | "Babe"                         | 1   | —  | 12 | —  | 9  | 1  | 22 | 5  | 7  | 8  | GBR: Platina ALE: Ouro     | Everything Changes                                    |
| 1994                                                                 | "Everything Changes"           | 1   | 58 | 26 | 4  | 17 | 2  | —  | 7  | —  | 22 | GBR: Prata                 | Everything Changes                                    |
| 1994                                                                 | "Love Ain't Here Anymore"      | 3   | 38 | —  | 6  | 39 | 4  | —  | 24 | —  | —  | GBR: Prata                 | Everything Changes                                    |
| 1994                                                                 | "Sure"                         | 1   | 31 | —  | 3  | 24 | 3  | 4  | 15 | 30 | 24 | GBR: Prata                 | Nobody Else                                           |
| 1995                                                                 | "Back for Good"                | 1   | 1  | 3  | 1  | 1  | 1  | 2  | 2  | 2  | 2  | GBR: Platina AUT/ALE: Ouro | Nobody Else                                           |
| 1995                                                                 | "Never Forget"                 | 1   | 12 | 17 | 3  | 10 | 1  | 5  | 8  | 34 | 6  | GBR: Ouro                  | Nobody Else                                           |
| 1996                                                                 | "How Deep Is Your Love"        | 1   | 12 | 7  | 1  | 7  | 1  | 1  | 7  | 7  | 5  | GBR: Platina               | Greatest Hits                                         |
| 2006                                                                 | "Patience"                     | 1   | 29 | 4  | 6  | 1  | 2  | 2  | 12 | 6  | 1  | GBR/ALE: Ouro DIN: Platina | Beautiful World                                       |
| 2007                                                                 | "Shine"                        | 1   | —  | 24 | 7  | 21 | 2  | 4  | 20 | —  | 27 | GBR: Prata DIN: Ouro       | Beautiful World                                       |
| 2007                                                                 | "I'd Wait for Life"            | 17  | —  | —  | —  | —  | 32 | 13 | —  | —  | —  |                            | Beautiful World                                       |
| 2007                                                                 | "Reach Out"                    | —   | —  | 64 | 13 | 44 | —  | 11 | —  | —  | —  |                            | Beautiful World                                       |
| 2007                                                                 | "Rule the World"               | 2   | —  | 50 | 32 | 15 | 3  | 6  | 57 | —  | 25 | GBR: Ouro                  | Beautiful World                                       |
| 2008                                                                 | "Greatest Day"                 | 1   | —  | 43 | 28 | 27 | 2  | —  | 30 | 41 | —  |                            | The Circus                                            |
| 2009                                                                 | "Up All Night"                 | 14  | —  | —  | —  | —  | 14 | —  | —  | —  | —  |                            | The Circus                                            |
| 2009                                                                 | "The Garden"                   | 97  | —  | 48 | 8  | 20 | —  | —  | 73 | —  | 36 |                            | The Circus                                            |
| 2009                                                                 | "Said It All"                  | 9   | —  | —  | —  | 17 | —  | —  | —  | —  | —  |                            | The Circus                                            |
| 2009                                                                 | "Hold Up a Light"              | 123 | —  | —  | —  | —  | —  | —  | —  | —  | —  |                            | The Greatest Day – Take That Present: The Circus Live |
| 2010                                                                 | "The Flood"                    | 2   | —  | 14 | 4  | 12 | 3  | 2  | 3  | 24 | 6  | DIN: Ouro                  | Progress                                              |
| 2011                                                                 | "Kidz"                         | 28  | —  | 58 | 12 | 20 | 45 | 24 | —  | —  | —  |                            | Progress                                              |
| 2011                                                                 | "Love Love"                    | 15  | —  | —  | —  | —  | 27 | 37 | —  | —  | —  |                            | Progressed                                            |
| 2011                                                                 | "When We Were Young"           | 88  | —  | —  | —  | —  | —  | —  | —  | —  | —  |                            | Progressed                                            |
| 2014                                                                 | "These Days"                   | 1   | —  | —  | —  | 31 | 8  | —  | —  | —  | —  | GRB: Ouro                  | III                                                   |
| 2015                                                                 | "Let in the Sun"               | 161 | —  | —  | —  | —  | —  | —  | —  | —  | —  |                            | III                                                   |
| 2015                                                                 | "Higher Than Higher"           | —   | —  | —  | —  | —  | —  | —  | —  | —  | —  |                            | III                                                   |
| 2015                                                                 | "Hey Boy"                      | 56  | —  | —  | —  | —  | —  | —  | —  | —  | —  |                            | III                                                   |
| 2015                                                                 | "Get Ready for It"             | —   | —  | —  | —  | —  | —  | —  | —  | —  | —  |                            | III                                                   |
| 2017                                                                 | "Giants"                       | 13  | —  | —  | —  | —  | 86 | —  | —  | —  | —  |                            | Wonderland                                            |
| 2017                                                                 | "New Day"                      | —   | —  | —  | —  | —  | —  | —  | —  | —  | —  |                            | Wonderland                                            |
| 2018                                                                 | "Pray" (Odyssey version)       | —   | —  | —  | —  | —  | —  | —  | —  | —  | —  |                            | Odyssey                                               |
| 2018                                                                 | "Out of Our Heads"             | —   | —  | —  | —  | —  | —  | —  | —  | —  | —  |                            | Odyssey                                               |
| 2023                                                                 | "Windows"                      | —   | —  | —  | —  | —  | —  | —  | —  | —  | —  |                            | This Life                                             |
| "—" denota single que não marcou posição nas paradas ou não lançado. |                                |     |    |    |    |    |    |    |    |    |    |                            |                                                       |

### Como artista participante
| 2010                                                                | "Everybody Hurts" (com Helping Haiti) | 1  | — | — | — | — | 1  | — | — | — | — |  | Single de caridade |
| 2017                                                                | "Cry" (Sigma com Take That)           | 21 | — | — | — | — | 65 | — | — | — | — |  |                    |
| "—" denota single que não marcou posição nas paradas ou não lançado |                                       |    |   |   |   |   |    |   |   |   |   |  |                    |

### Singles promocionais
| Single                            | Ano  | GBR | Álbum                                                 |
| --------------------------------- | ---- | --- | ----------------------------------------------------- |
| "Relight My Fire" (Element Remix) | 2005 | 193 | Never Forget – The Ultimate Collection                |
| "Hold Up a Light"                 | 2009 | 123 | The Greatest Day – Take That Present: The Circus Live |
| "Happy Now"                       | 2011 | 52  | Progress                                              |
| "Eight Letters"                   | 2011 | 176 | Progress                                              |

### Outras canções que marcaram posições
| Single                     | Ano  | GBR | Álbum            |
| -------------------------- | ---- | --- | ---------------- |
| "Stay Together"            | 2007 | 114 | "Rule the World" |
| "Julie"                    | 2008 | 134 | The Circus       |
| "S.O.S."                   | 2010 | 91  | Progress         |
| "Eight Letters"            | 2010 | 176 | Progress         |
| "Aliens"                   | 2011 | 103 | Progressed       |
| "Don't Say Goodbye"        | 2011 | 106 | Progressed       |
| "The Day The Work Is Done" | 2011 | 109 | Progressed       |
| "Man"                      | 2011 | 113 | Progressed       |
| "Wonderful World"          | 2011 | 110 | Progressed       |
| "Beautiful"                | 2011 | 115 | Progressed       |

## Vídeos
| Ano  | Detalhes do vídeo | Detalhes |
| ---- | --- | --- |
| 1992 | Take That and Party - Lançado: 1992 - Selo: Sony BMG (#) - Formato: VHS                                                           | - Vídeos promocionais do álbum Take That & Party e entrevistas com o grupo. |
| 1993 | Take That: Live at Wembley - Lançado: 1 de novembro de 1993 - Selo: Sony BMG (#74321164493) - Formato: VHS                        | - Concerto ao vivo do Wembley Arena, Londres, 1993. |
| 1994 | Take That ‒ Everything Changes - Lançado: 18 de julho de 1994 - Selo: Sony BMG (#) - Formato: VHS                                 | - Incluí vídeos promocionais do álbum Everything Changes. - Também incluí entrevista exclusiva com os membros da banda. |
| 1995 | Take That: Live in Berlin - Lançado: 15 de maio de 1995 - Selo: Sony BMG (#74321123373) - Formato: VHS                            | - Take That concerto ao vivo em Berlim, 1995. |
| 1995 | Hometown: Live at Manchester G-Mex - Lançado: 14 de agosto de 1995 - Estúdio: Sony BMG (#74321284153) - Formato: VHS              | - Com o Take That gravado ao vivo em Manchester, 1994. |
| 1995 | Take That: Nobody Else "the Movie" - Lançado: 20 de novembro de 1995 - Estúdio: Sony BMG (#74321332253) - Formato: VHS            | - Documentário contando a história das aparições da banda em Earls Court, Londres e Manchester Arena durante o verão de 1995. |
| 1996 | Greatest Hits - Lançado: 25 de março de 1996 - Estúdio: BMG (#74321355683) - Formatos: VHS, laserdisc                             | - Uma compilação dos maiores sucessos de Take That. Além disso, imagens nunca antes vistas dos rapazes ao longo de sua carreira. |
| 2005 | Never Forget – The Ultimate Collection - Lançado: 14 de novembro de 2005 - Estúdio: Sony BMG (#82876748539) - Formato: DVD        | - Vem com 16 vídeos musicais, incluindo todos os sucessos número um, bem como performances ao vivo e filmagens por trás dos bastidores e fotos. |
| 2006 | Take That: For the Record - Lançado: 24 de abril de 2006 - Selo: Sony BMG (#82876832769) - Formato: DVD                           | - Mais de uma década após a separação, os membros da banda quebram o silêncio e revelam a verdade sobre o Take That neste íntimo documentário contando tudo. - Inclui um documentário especial, bem como imagens prolongadas e inéditas. |
| 2006 | Take That: The Ultimate Tour - Lançado: 6 de novembro de 2006 - Estúdio: Universal Music (#1708380) - Formatos: DVD, Blu-ray Disc | - Take That Live in Manchester, 2006. |
| 2008 | Beautiful World Live - Lançado: 25 de fevereiro de 2008 - Estúdio: Polydor (#1762159) - Formatos: DVD, Blu-ray Disc               | - Take That ao vivo no O2 Arena, Londres. - O DVD que vendeu mais rápido na história da música do Reino Unido.ref>«Take That break DVD sales record». BBC News. 4 de março de 2008. Consultado em 15 de abril de 2010</ref> |
| 2009 | Take That Present: The Circus Live - Lançado: 23 de novembro de 2009 - Estúdio: Polydor - Formatos: DVD, Blu-ray Disc             | - Disco Um: The Circus Live - o concerto de Take That no Estádio Wembley aclamado pela crítica em sua totalidade. - Disc Two: Live Abbey Road Session - Uma performance íntima da banda no Abbey Road Studios a portas fechadas no final de 2009. - O DVD de música mais vendido de todos os tempos no Reino Unido, alegando que este registro em seu primeiro dia de lançamento. |
| 2010 | Take That: Look Back, Don't Stare - Lançado: 6 December 2010 - Selo: Polydor (#2757746) - Formatos: DVD, Blu-ray Disc             | - Um conjunto de entrevistas em preto e branco e gravações detalham retorno de Robbie Williams ao Take That e o processo deles trabalhando em seu primeiro álbum de estúdio juntos em 15 anos. |
| 2011 | Progress Live - Lançado: 21 de novembro de 2011 - Estúdio: Polydor - Formatos: DVD, Blu-ray Disc                                  | - O registro da turnê Progress de Take That em sua totalidade, filmado no estádio Etihad, em Manchester. - Vem com filmagens dos bastidores da preparação da turnê, intitulada "Making Progress. - Nos dois primeiros dias de venda, o DVD da turnê vendeu "o dobro do combinado na parada de DVDs musicais."                                                                     |

## Vídeoclipes
| Ano  | Canção                                 | Notas                                                                              | Diretor              |
| ---- | -------------------------------------- | ---------------------------------------------------------------------------------- | -------------------- |
| 1991 | "Do What U Like"                       |                                                                                    | Willie Smax          |
| 1991 | "Promises"                             |                                                                                    | Willie Smax          |
| 1992 | "Once You've Tasted Love"              |                                                                                    | James LeBon          |
| 1992 | "It Only Takes a Minute"               |                                                                                    | Willie Smax          |
| 1992 | "I Found Heaven"                       |                                                                                    | Willie Smax          |
| 1992 | "A Million Love Songs"                 |                                                                                    | Brad Langford        |
| 1992 | "Could It Be Magic"                    |                                                                                    | Saffie Ashtiany      |
| 1993 | "Why Can't I Wake Up With You?"        |                                                                                    | Grant Hodgson        |
| 1993 | "Pray"                                 |                                                                                    | Greg Masuak          |
| 1993 | "Relight My Fire"                      |                                                                                    | Jimmy Fletcher       |
| 1993 | "Babe"                                 |                                                                                    | Greg Masuak          |
| 1993 | "Beatles Medley"                       | *Vídeo gravado especialmente para o VHS de "Everything Changes" .                  |                      |
| 1994 | "Everything Changes"                   |                                                                                    | Greg Masuak          |
| 1994 | "Love Ain't Here Anymore"              |                                                                                    | Grant Hodgson        |
| 1994 | "Sure"                                 |                                                                                    | Greg Masuak          |
| 1995 | "Back For Good"                        |                                                                                    | Vaughan Arnell       |
| 1995 | "Never Forget"                         |                                                                                    | David Amphlett       |
| 1995 | "Sunday To Saturday"                   | * Vídeo gravado especialmente para o mercado japonês.                              | Phillip Ollerendshaw |
| 1996 | "How Deep Is Your Love?"               |                                                                                    | Nicholas Brandt      |
| 2005 | "Relight My Fire" (Element Remix)      | * Não lançado.                                                                     |                      |
| 2006 | "Patience"                             |                                                                                    | David Mould          |
| 2007 | "Shine"                                |                                                                                    | Justin Dickel        |
| 2007 | "I'd Wait for Life"                    |                                                                                    | Sean De Sparengo     |
| 2007 | "Reach Out"                            | * Vídeo gravado especialmente para o mercado italiano.                             | Alisha Antylla       |
| 2007 | "Rule The World"                       |                                                                                    | Barney Clay          |
| 2007 | "Rule The World" (Alternative Version) | * Com cenas retiradas do filme Stardust.                                           | Barney Clay          |
| 2008 | "Greatest Day"                         |                                                                                    | Meiert Avis          |
| 2009 | "Up All Night"                         |                                                                                    | Daniel Wolfe         |
| 2009 | "The Garden"                           |                                                                                    | Patrick Jean         |
| 2009 | "Said It All"                          |                                                                                    | Lindy Heymann        |
| 2009 | "Hold Up A Light"                      | * Performance ao vivo do The Circus Live.                                          | John Porter          |
| 2010 | "The Flood"                            |                                                                                    | Matt Whitecross      |
| 2011 | "Kidz"                                 |                                                                                    | Matt Whitecross      |
| 2011 | "Happy Now"                            | * Lançado exclusivamente para a Comic Relief de 2011.                              | Troy Duffy           |
| 2011 | "Love Love"                            | * Versão da banda.                                                                 | AlexandLiane         |
| 2011 | "Love Love"                            | * Com cenas retiradas do filme X-Men: First Class.                                 | AlexandLiane         |
| 2011 | "When We Were Young"                   |                                                                                    | Paul Gore            |
| 2011 | "Eight Letters"                        | * Lançado para promover o álbum e o DVD Progress Live. Vem com filmagens da turnê. | Matt Askem           |
| 2014 | "These Days"                           |                                                                                    | Henry Scholfield     |
| 2015 | "Let in the Sun"                       |                                                                                    | Mike Sharpe          |
| 2015 | "Hey Boy"                              |                                                                                    | Frank Borin          |
| 2015 | "Get Ready for It"                     | * Contém cenas do filme Kingsman: Serviço Secreto.                                 | Vaughan Arnell       |
| 2016 | "Cry"                                  | * Videoclipe de Sigma com o Take That.                                             | Georgia Hudson       |
| 2017 | "Giants"                               |                                                                                    | Mat Whitecross       |
| 2017 | "New Day"                              |                                                                                    | Gregg Masuak         |
| 2018 | "Pray (Odyssey Edition)"               |                                                                                    |                      |
| 2018 | "Out of Our Heads"                     |                                                                                    |                      |
| 2023 | "Windows"                              |                                                                                    |                      |